# Regel van Meeussen
De regel van Meeussen ("Meeussen's rule") is de naam van een speciaal geval van toonreductie in de Bantoetalen. De toonverandering die erdoor wordt beschreven bestaat in het dalen (→ L) van de laatste toon van twee opeenvolgende hoge tonen (HH) in sommige contexten, waardoor het patroon HL ontstaat. Het fenomeen is genoemd naar de bantoeïst Achille Emile Meeussen (1912-1978), die het fenomeen voor het eerst beschreef. In fonologische termen kan het fenomeen worden gezien als een speciaal geval van het Obligatory Contour Principle.

## Voorbeelden
Enkele illustraties hiervan in het Kirundi (voorbeelden aangepast van Philippson 2003):
In werkwoordsvormen
- narázibáriira ("ik naaide ze" met "ze" referend naar een zelfstandig naamwoord uit klasse 10, bijvoorbeeld 'stukken stof')
- narábariira ("ik naaide")

In het eerste woord hebben zowel de aanduiding van de verleden tijd (rá) als de werkwoordsstam (báriira) een hoge toon, aangeduid door het accent aigu. Ertussen staat het persoonlijke infix zi. In het tweede woord komt deze zi niet voor, zodat twee hoge tonen elkaar opvolgen. Door de regel van Meeussen verandert de tweede in een lage toon.
In nominale vormen
- Bukéeye → umuɲábukéeye
- Mwáaro → umuɲámwaaro

Dit voorbeeld toont een afleiding van plaatsnamen die resulteert in een woord met de betekenis van "iemand die komt van...". In het eerste voorbeeld heeft Bukéeye een hoge toon op de tweede lettergreep. Het samenstellen met umuɲá ("iemand van") verandert hier niets aan. In het tweede voorbeeld heeft de plaatsnaam Mwáaro een hoge toon op de eerste lettergreep, die laag wordt doordat er een andere hoge toon voor komt.